# ザクセン＝ゴータ自由州

ザクセン＝ゴータ自由州
Freistaat Sachsen-Gotha

ザクセン＝ゴータ自由州

ザクセン＝ゴータ自由州（ザクセンゴータじゆうしゅう、ドイツ語: Freistaat Sachsen-Gotha）は、1918年のドイツ革命でザクセン＝コーブルク＝ゴータ公国の君主制が廃止されて成立したドイツ国の自由州である。1920年5月1日に他のテューリンゲン諸邦6州と合邦してテューリンゲン州となった。当初はゴータ共和国 (Republik Gotha) と号した。

## 歴史

### ドイツ革命
1918年11月9日、ゴータ公国議会副議長ヴィルヘルム・ボック (ドイツ独立社会民主党) がゴータ中央広場でゴータ共和国 (Republik Gotha) の樹立とカール・エドゥアルト公の廃位を宣言した。11月14日にはゴータで最後のザクセン＝コーブルクおよびザクセン＝ゴータ合同議会が開催された。ここでカール・エドゥアルト公は退位を宣言し、議会は解散した。この際、ザクセン＝コーブルク公国とザクセン＝ゴータ公国は別の道を歩むことが確定した。 
オットー・ガイトナー率いるゴータ労兵レーテ評議会は、ザクセン＝ゴータ公に代わる統治体制を構築していった。11月30日の労兵レーテ評議会代表者会議の後、行政権が「州政府・人民代表評議会」と称する3人のゴータ州人民委員、ヴィルヘルム・ボック、エミール・グラボウ、アドルフ・シャウダーに引き継がれた。ボックは翌年2月上旬に辞任し、アルビン・テナーに交代した。 

### 州議会選挙
1919年1月23日に人民代表評議会はゴータ州議会選挙の投票日を2月23日に決定した。選挙ではドイツ独立社会民主党が絶対多数を獲得した。選挙期間中の1919年2月18日にはメルカー将軍率いるヴァイマル共和国軍がゴータを占領した。これはヴァイマルでの国会開催に対する武装蜂起を準備していた疑いによるものだったが、占領に対して労働者らはゼネストで対抗した。1919年3月26日、シャウダー、グラボウ、テナーの3人は、新たに選出された州議会からそれぞれ10票ないし8票を得て州政府メンバーに選出された。 
1919年4月12日、「コーブルクおよびゴータ自由州の地域問題の管理に関する州条約 (Staatsvertrag über die Verwaltung der gemeinschaftlichen Angelegenheiten der Freistaaten Coburg und Gotha)」が締結され、ザクセン＝ゴータとザクセン＝コーブルクは正式に分離され、1826年から続く合同が解消された。カール・エドゥアルト公が所領の喪失に対する補償金1,500万マルクを拒否すると、1919年7月31日には州議会が「ゴータ公家の相続財産、リヒテンベルクの信託遺贈、エルンスト＝アルベルトの信託遺贈、シュマルカルデンの森林および家領の没収に関する法律」を採択した。これはドイツで唯一成立した君主家の財産を収用する法律だったが、1925年6月18日のライヒ裁判所判決で違法とされて廃止された。1919年5月28日には超党派的な支持で「テューリンゲン諸邦の統合に関する共同体条約 (Gemeinschaftsvertrag über den Zusammenschluss der thüringischen Staaten)」が承認された。ヘルマン・ブリルが起草した州憲法は1919年12月23日に「ゴータ共和国の暫定統治に関する法律 (Gesetz für die vorläufige Regierungsgewalt in der Republik Gotha)」 として可決された。夏に出されていた草案では政体を「レーテ共和国」としていたが、ここから大きく修正され、「人民代表評議会 (Rat der Volksbeauftragten)」という用語にわずかにレーテの影が感じられる程度になった。 

### 中央政府との対立
1920年3月のベルリンでのカップ一揆に連動して、ドイツ独立社会民主党率いるザクセン＝ゴータ自由州政府はゼネストを呼び掛けた。この際、武装した労働者がゴータ刑務所を襲撃したため、1920年3月13日にエアフルトのヴァイマル共和国軍部隊がゴータに投入された。これにより一時内戦状態になり、ゴータでは衝突で100人以上の死者が出た。3月18日にヴァイマル共和国軍部隊は一部を残してエアフルトに撤退したが、3月20日にはマールブルクの部隊がゴータに投入された。メヒターシュテット村では労働者15人が軍部隊に射殺される事件が起きた。 
3月26日から31日には別のゼネストが起きた。州政府に反発する右派政党の州議会議員8人が州政府の辞職を要求して職務を放棄し、最後には自らが辞職することで州機会を定足数割れに追い込み、州議会選挙を実施させようとしたのである。州与党のドイツ独立社会民主党はこの議員らと交渉したものの解決せず、3月31日には「野党が違憲状態にある」として中央政府の内相に陳情がなされるに至った。これを受けて4月10日には中央政府からライヒ執行が宣告され、国家弁務官にヴィルヘルム・ホレが就任した。また、州議会解散と州議会選挙の実施も決定された。   

### テューリンゲン州への移行
このような状態の中で1920年5月1日にテューリンゲン州が成立し、ザクセン＝ゴータ自由州はその一部となったが、自由州政府はテューリンゲン州議会選挙までは活動するものとされた。   
中央政府に陳情した一方で、ドイツ独立社会民主党が押さえている人民代表評議会は国家弁務官に協力する姿勢を見せなかった。このため、1920年5月10日に州参議ヴィルハルムとムーターは官僚政府を設置した。5月30日の地区議会選挙でドイツ独立社会民主党は過半数割れとなり、6月15日に右派政党を中心とする地区政府が成立してテューリンゲン農村同盟のマックス・ハイン、ドイツ民主党のオットー・リーベトラウ、ドイツ人民党のドイツ人民党が人民代表に選出された。     
しかし、この地区議会もドイツ独立社会民主党の議員が7月からボイコットし始めたため、1921年1月7日に解散した。1921年3月6日に新たな地区代表選挙が行われ、市民政党であるゴータ郷土同盟 (Gothaer Heimat Bund) が過半数を押さえて第一党となり、マックス・ハイン、オットー・リーベトラウは再任、ドイツ人民党はフリードリヒ・フェファーに代えてヨハネス・ラッシュを送り込んだ。1920年12月9月に成立した「移行期間における旧テューリンゲン諸邦の管理に関する法律 (Gesetz über die Verwaltung der ehemaligen thüringischen Länder in der Übergangszeit)」により、1923年4月1日までは移行措置として地区議会および地区政府が行政を担うこととされており、その日までこの地区代表が活動した。 

## 第1回州議会選挙
- 投票日： 1919年2月23日
- 定数：19

| 政党                           | 得票率 | 獲得議席 |
| ------------------------------ | ------ | -------- |
| テューリンゲン農村同盟         | 4.0    | 1        |
| ドイツ民主党                   | 21.0   | 4        |
| ドイツ国家人民党・ドイツ人民党 | 15.0   | 3        |
| ドイツ社会民主党               | 9.3    | 1        |
| ドイツ独立社会民主党           | 50.7   | 10       |

- 州政府/人民代表評議会： エミール・グラボウ、アドルフ・シャウダー、アルビン・テナー (いずれもドイツ独立社会民主党)

## 第2回州議会選挙
- 投票日：1920年5月30日
- 定数：19

| パーティー             | パーセント | 席 |
| ---------------------- | ---------- | -- |
| テューリンゲン農村同盟 | 23.9       | 5  |
| ドイツ民主党           | 8.7        | 1  |
| ドイツ国家人民党       | 4.7        | 1  |
| ドイツ人民党           | 14.6       | 3  |
| ドイツ社会民主党       | 4.6        | -  |
| ドイツ独立社会民主党   | 43.5       | 9  |

- 州政府/人民代表評議会：マックス・ハイン (テューリンゲン農村同盟)、オットー・リーベトラウ (ドイツ民主党)、フリードリヒ・フェファー (ドイツ人民党)

## 地区代表選挙
- 投票日：1921年3月6日
- 定数：15

| 政党                                                                                  | 得票率 | 獲得議席 |
| ------------------------------------------------------------------------------------- | ------ | -------- |
| ゴータ郷土同盟 (テューリンゲン農村同盟、ドイツ民主党、ドイツ国家人民党、ドイツ人民党) | 52.3   | 8        |
| ドイツ社会民主党                                                                      | 5.4    | 1        |
| ドイツ独立社会民主党                                                                  | 10.5   | 1        |
| ドイツ共産党                                                                          | 31.8   | 5        |

- 地区政府：マックス・ハイン (テューリンゲン農村同盟)、オットー・リーベトラウ (ドイツ民主党)、ヨハネス・ラッシュ (ドイツ人民党)